# Liste der FFH-Gebiete im Landkreis Straubing-Bogen
Die Liste der FFH-Gebiete im Landkreis Straubing-Bogen zeigt die FFH-Gebiete des niederbayerischen Landkreises Straubing-Bogen in Bayern. Teilweise überschneiden sie sich mit bestehenden Natur-, Landschaftsschutz- und EU-Vogelschutzgebieten.
Im Landkreis befinden sich zehn und zum Teil mit anderen Landkreisen überlappende FFH-Gebiete.
| Bachtäler im Falkensteiner Vorwald                    |  | 6939-302 WDPA: 555521763 | Landkreis Regensburg, Landkreis Cham, Landkreis Straubing-Bogen  | | ⊙ | 1.387,00 |  |
| Brandmoos und Hauerin                                 |  | 6941-302 WDPA: 555521767 | Landkreis Straubing-Bogen                                        | | ⊙ | 90,00    |  |
| Deggendorfer Vorwald                                  |  | 7043-371 WDPA: 555521798 | Landkreis Deggendorf, Landkreis Regen, Landkreis Straubing-Bogen | | ⊙ | 1.497,25 |  |
| Donau und Altwässer zwischen Regensburg und Straubing |  | 7040-371 WDPA: 555521795 | Landkreis Regensburg, Straubing, Landkreis Straubing-Bogen       | | ⊙ | 2.193,76 |  |
| Donauauen zwischen Straubing und Vilshofen            |  | 7142-301 WDPA: 555521831 | Straubing, Landkreis Deggendorf, Landkreis Passau                | auch in Landkreis Straubing                                                                                                | ⊙ | 4.787,00 |  |
| Gelbbauchunken-Habitate nördlich Ascholtshausen       |  | 7239-371 WDPA: 555521865 | Landkreis Straubing-Bogen                                        | | ⊙ | 15,89    |  |
| Standortübungsplatz Bogen                             |  | 7042-371 WDPA: 555521796 | Landkreis Straubing-Bogen                                        | | ⊙ | 72,47    |  |
| Trockenhänge am Donaurandbruch                        |  | 6939-371 WDPA: 555521764 | Landkreis Regensburg, Landkreis Straubing-Bogen                  | Trockene Eichenmischwälder auf Granit, Silikatmagerrasen und Silikatfelsvegetation, an steilen Südhanglagen des Donautals. | ⊙ | 521,43   |  |
| Wälder im Donautal                                    |  | 7040-302 WDPA: 555579395 | Landkreis Regensburg, Landkreis Straubing-Bogen                  | | ⊙ | 1.289,00 |  |
| Weiher bei Wiesenfelden                               |  | 6941-301 WDPA: 555521766 | Landkreis Straubing-Bogen                                        | | ⊙ | 50,00    |  |
| Legende für Fauna-Flora-Habitat                       |  |                          |                                                                  | |   |          |  |